# 玻璃壳蛞蝓
玻璃壳蛞蝓（学名：Philine vitrea）又稱面纱薄泡螺，为壳蛞蝓科壳蛞蝓属的动物。WoRMS認為本物種的存在有疑問（taxon inquirendum）。
本物種由A. A. Gould於1859年描述，有關物種乃在北太平洋的一次探險活動中發現，聲稱紀錄在Proceedings of the Boston Society of Natural History第七卷，但有關描述並未有在文獻內出現。

## 形態特徵
本物種殼長約11mm，殼面密佈螺旋紋，螺旋紋與生長紋交織呈網狀方格。

## 分佈
本物種分佈於台灣的東北角及龜山島，以及在台灣海峽西部、海南島、南沙群島、香港及南韓亦有分佈。
属于暖水性种类。牠們多栖息于潮间带至潮下带浅水区以及较深海底（约200米）的泥砂-碎壳底。